# Борш (община Девол)
Борш (на албански: Borsh или Borshi) е село в Албания, в община Девол, част от административната област Корча.

## География
Селото е разположено в долината на река Девол.

## История
На Етнографската карта на Битолския вилает на Картографския институт в София от 1901 година Буреше е чисто албанско село в Корчанската каза на Корчанския санджак с 15 къщи.
До 2015 година селото е част от община Хочища.